# Heizmannia lii
Heizmannia lii är en tvåvingeart som beskrevs av Wu 1936. Heizmannia lii ingår i släktet Heizmannia och familjen stickmyggor. Inga underarter finns listade i Catalogue of Life.